# Shining (Crystal Kayのアルバム)
『Shining』（シャイニング）は、2007年11月28日に発売されたCrystal Kayの初のミニアルバム（通算8枚目のアルバム）。

## 概要
初回限定盤と通常盤があり、初回盤のみ三方背スリーブ仕様である。冬ソングを集めたミニアルバムで、2005年に配信のみで発売されたオリジナルのクリスマスソングなどが収録されている。
オリコンではシングルに分類している。

## 収録曲
1. Shining
  - 作詞：春和文／作曲：大西克巳／編曲：前田和彦
  - パルコ「地球がいちばん輝く日。PARCO X'MAS」CMソング[1]。
2. Snowflake
  - 作詞：H.U.B.／作曲：Chris Garvey、Joey Carbone／編曲：前田和彦
3. Happy 045 Xmas
  - 作詞：H.U.B.／作曲・編曲：原田卓也
  - FM横浜開局20周年アニバーサリー・ソング。2005年12月1日から25日まで配信のみで期間限定リリース。「045」は横浜の市外局番[2]。地元への感情がローカル・アンセムとなっている[2]。
4. No More Blue Christmas'
  - 作詞・作曲：Michael Masser、Gerry Goffin／編曲：河野伸
  - ナタリー・コールのカバー。
5. Shining（Jazztronik Remix）